# IC 529
IC 529 — галактика типу Sc (компактна спіральна галактика) у сузір'ї Жираф.
Цей об'єкт міститься в оригінальній редакції індексного каталогу.